# Benzènehexol
Le benzènehexol ou hexahydroxybenzène est un composé aromatique de formule C6H6O6 ou C6(OH)6. Il consiste en un noyau benzénique entièrement substitué par des groupes hydroxyle, c'est le sextuple alcool du benzène,. Ce composé est aussi appelé hexaphénol, mais ce nom a aussi été utilisé pour d'autres substances.
Le benzènehexol est un solide cristallin soluble dans l'eau chaude et qui possède un point de fusion supérieur à 310 °C. Il peut être préparé de l'inositol (cyclohexanehexol). Son oxydation produit du tétrahydroxy-1,4-benzoquinone (THBQ) puis de l'acide rhodizonique et du dodécahydroxycyclohexane. Inversement, le benzènehexol peut être obtenu par réduction du sel de sodium de THBQ avec un mélange SnCl2 et HCl.
Le benzènehexol est un composé de départ pour les cristaux liquides discotiques. Il forme aussi un adduit de ratio 2:1 avec la 2,2'-bipyridine.

## Benzènehexolate
Comme la plupart des phénols, le benzènehexol peut perdre six ions H+ de ses groupes hydroxyle formant l'hexanion C6O66−. le sel de potassium de cet anion est un des composants du « potassium carbonyl » de Liebig, issu de la réaction du monoxyde de carbone, CO avec du potassium, K. L'hexanion peut être produit de la trimérisation d'anions éthynediolates, C2O22− en chauffant de l'éthynediolate de potassium, K2C2O2. La nature exacte de K6C6O6 a été clarifiée par B. Nietzki et T. Benckiser en 1885 qui trouvèrent que son hydrolyse produit du benzènehexol,,.
Le sel benzènehexolate de lithium, Li6C6O6 a été considéré pour des applications dans les piles électriques.

## Ester
Le benzène hexol forme des esters comme l'hexaacétate, C6O6(-O(CO)CH3)6 (p.f. 220 °C) et des éthers comme l'hexa-tert-butoxybenzène, C6O6(-OC(CH3)3)6 (p.f. 223 °C).
Il forme aussi des esters d'acide oxalique ou d'acide carbonique qui sont de fait des oxydes de carbone comme le trisoxalate d'hexahydroxybenzène ou le triscarbonate d'hexahydroxybenzène.